# 飯田町紙流通センター
株式会社飯田町紙流通センター（いいだまちかみりゅうつうセンター）は、かつて存在した日本の株式会社。日本貨物鉄道（JR貨物）、製紙会社各社、通運業者らが出資し、貨物駅構内で紙類倉庫を営業した。設立当初に飯田町駅構内に紙倉庫を設けたことが商号の由来である。他に新座貨物ターミナル駅、隅田川駅で倉庫を営業した。
2014年7月、JR貨物グループの日本運輸倉庫株式会社に吸収合併され解散した。

## 沿革
- 1971年（昭和46年）4月17日 - 日本国有鉄道、製紙会社各社、通運業者の共同出資で会社設立[1]。
- 1972年（昭和47年）11月1日 - 飯田町駅構内で飯田町基地を営業開始[3]。
- 1979年（昭和54年）12月 - 飯田町基地に第2倉庫完成。
- 1987年（昭和62年）4月1日 - 国鉄分割民営化により、国鉄保有の飯田町紙流通センター株式は日本貨物鉄道が承継。
- 1998年（平成10年）9月 - カミネットP-EDI導入。
- 1999年（平成11年）
  - 3月9日 - 飯田町駅が廃止される。
  - 6月17日 - 新座貨物ターミナル駅構内に新座営業所（IPC新座）を営業開始。
  - 7月1日 - 隅田川駅構内に隅田川営業所（IPC隅田川）を営業開始。
- 2014年（平成26年）7月 - 日本運輸倉庫株式会社に吸収合併され解散、同社が事業を承継。

## 飯田町基地
貨物駅であった飯田町駅（東京都千代田区）周辺には、出版社や新聞社、印刷会社が多く立地することから、紙類の物流拠点として1972年（昭和47年）11月1日に同駅校内で営業開始した。

## 新座営業所
IPC新座（アイピーシーにいざ）とも称する。1999年（平成11年）6月17日、新座貨物ターミナル駅（埼玉県新座市）構内で営業開始。地上5階建て、延床面積19,054m2平方メートル、1階は荷役ホームと荷捌場、2階から5階までの保管スペースには紙類を20,000t保管できる。JR貨物の所有で、飯田町紙流通センターが賃借していた。飯田町駅の廃止に伴い、移転する形で設置された。
日本運輸倉庫に吸収された後は、同社の新座支店となっている。

## 隅田川営業所
IPC隅田川（アイピーシーすみだがわ）とも称する。1999年（平成11年）7月1日、隅田川駅（東京都荒川区）構内で営業開始。地上5階建て、延床面積17,324m2、1階は荷役ホームと荷捌場、2階から5階までの保管スペースには紙類を15,000t保管できる。飯田町紙流通センターとJR貨物との区分所有で、JR貨物の専用部分は飯田町紙流通センターが賃借していた。新座営業所と同様に、飯田町駅の廃止に伴い、移転する形で設置された。
日本運輸倉庫に吸収された後は、同社の隅田川支店IPCセンターとなっている。